# Pedra do Indaiá
Pedra do Indaiá é um município brasileiro do estado de Minas Gerais. Sua população em julho de 2021 foi estimada pelo Instituto Brasileiro de Geografia e Estatística em 3 977 habitantes.

## História
O município de Pedra do Indaiá foi criado em 30 de dezembro de 1962 e instalado em 1 de março de 1963, quando se desmembrou de Itapecerica.

## Turismo
O município faz parte do circuito turístico Grutas e Mar de Minas.